# Winseler
Winseler (luxemburgisch Wanselerⓘ) ist eine Gemeinde im Großherzogtum Luxemburg und gehört zum Kanton Wiltz.

## Wappen
Blasonierung: „In Silber ein rot bewehrter  schwarzer Adler und im roten Schildhaupt drei goldene Rauten.“

## Sprache
Die Ortschaften Donkols und Soller gehören historisch gesehen zum wallonischen Sprachgebiet, die Sprache ist dort jedoch zugunsten des Luxemburgischen verdrängt worden. Die letzten autochthonen Sprecher des Wallonischen starben in den 1970er Jahren.

## Zusammensetzung der Gemeinde
Die Gemeinde Winseler besteht aus den Ortschaften:
- Berl (luxemburgisch Bärel, französisch: Berlé),
- Donkols (luxemburgisch Donkels, französisch Doncols),
- Grümelscheid (luxemburgisch Grëmmelescht, französisch Grumelscheid),
- Nörtringen (luxemburgisch Näertrech, französisch Noertrange),
- Pommerloch (luxemburgisch Pommerlach),
- Schleif (luxemburgisch Schleef)
- Soller (französisch Sonlez),
- Winseler (luxemburgisch Wanseler).